# Yue Jin
Yue Jin (... – 218) è stato un generale cinese Wei sotto Cáo Cāo.

Con Cáo Cāo fin dall'inizio Yue Jin si distinse molto nelle battaglie per la formazione del regno Wei, soprattutto contro Yuan Shao e i suoi figli.
Combatté inoltre a Ru Nan, Chang Ban e Chi Bi, e nonostante la sconfitta delle truppe Wei si distinse ancora per il suo valore.
Il suo maggior momento di gloria fu senza dubbio la difesa di Hefei: insieme ai generali Zhang Liao e Li Dian respinse Sun Quan e il suo esercito fino all'arrivo dei rinforzi. Il suo coraggio fu lodato spesso da Cáo Cāo e venne annoverato tra i cinque generali Wei, con Yu Jin, Xu Huang, Zhang He e Zhang Liao.